# 德川和子
德川和子（1607年11月23日—1678年8月2日），後水尾天皇中宮，父親是江戶幕府二代將軍德川秀忠，母親是崇源院，德川家康的孫女。明正天皇的生母。院號為東福門院（とうふくもんいん）。

## 簡歷
慶長十二年十月初四日（1607年11月23日），德川和子出生於江戶城大奧內，是二代將軍德川秀忠五女，母親為崇源院。幼名為松姬（まつひめ，另有一說為和姫（かずひめ））。
慶長十七年（1612年）後水尾天皇即位，祖父德川家康提議讓和子入宮，慶長十九年（1614年4月）入宮的旨令下達，但因元和元年（1615年）發生的大坂之陣、以及元和二年（1616年）祖父德川家康的去世，元和三年（1617年）後陽成天皇駕崩而延期。
1619年，受後水尾天皇之寵的典侍四辻与津子生下了一子一女，此事傳至德川幕府之後，當時的將軍德川秀忠相當不滿。1620年，由於朝廷迫於對德川家金援的需要，後水尾天皇不得不迎娶秀忠之女德川和子入宮。於是在同年，在德川幕府期望能生下未來的天皇的期望之下，德川秀忠之女－德川和姬改名為德川和子，並由她祖父德川家康的側室阿茶局代理母親身份，一同進入後水尾天皇的後宮，受冊封為女御。
雖然是背負著生下皇子的期待而成為帝妃，但和子所生的兩個皇子都夭折，另外五個皇女中也只有三個存活下來，其中一個便是和子在1623年所生的女一宮興子內親王，這也是後水尾天皇第二個女兒，和子因此在隔年晉升為中宮。
寬永四年（1627年），發生紫衣事件，朝廷為了財政，事先未同幕府商量，允許大德寺和妙心寺僧侶數十人穿紫衣。但是幕府制定僧侶之諸出世法度、京都大德寺及妙心寺之紫衣敕許無效。使朝廷威信盡失。
寬永六年（1629年），德川幕府的第三代將軍－德川家光之乳母春日局在前往京都伊勢神宮參拜的途中，以將軍家光的名義以公家三條西實條義妹的頭銜入宮覲見後水尾天皇與中宮德川和子，由於春日局無官無位，幾乎可以說是一介平民，但竟然由平民代理德川將軍晉見天皇，為此朝廷有許多公卿及後水尾天皇本身都感到相當憤怒，認為幕府沒有把朝廷和天皇的尊嚴放在眼裡，後水尾天皇因而在同年毫無預警的宣布讓位於和子所生、年僅七歲的的興子內親王，是為明正天皇。
而在後水尾天皇讓位出家後，和子成為皇太后，並追隨後水尾天皇一同出家成為女院，院號為東福門院。
後水尾天皇成為太上法皇以後，篤信佛教，和子也跟他一同致力於佛教之事。1678年8月2日（延寶六年六月十五日）皇太后德川和子於京都大宮御所內辭世，享壽七十一歲，安葬在京都泉湧寺月輪陵內，正式的稱號為「東福門院皇太后源和子」。

## 子女
- 第二皇女：明正天皇（女一宮興子內親王）（1623-1696）
- 第三皇女：女二宮（日语：女二宮 (後水尾天皇皇女)）（1625-1651、戒名秋月院妙澄大師）‐近衛尚嗣之妻
- 第二皇子：高仁親王（日语：高仁親王）（1626-1628）
- 第三皇子：若宮（1628，不足一個月早夭）
- 第四皇女：女三宮顯子內親王（日语：昭子内親王）（1629-1675）
- 第六皇女：女五宮（兼宮）賀子內親王（日语：賀子内親王）（1632-1696） - 二條光平之妻
- 第七皇女：菊宮（1633-163，一歲夭折）

1. ↑  . : 180頁.